# Yasushi Akutagawa
Yasushi Akutagawa (japonès: 芥川也寸志)  (Takinogawa, 12 de juliol de 1925 - Chūō, 31 de gener de 1989) fou un compositor i director japonès. El seu pare era el famós escriptor Ryūnosuke Akutagawa.

## Joventut
Akutagawa va néixer el 12 de juliol de 1925 a l'antic districte de Takinogawa-ku, Ciutat de Tòquio, com el tercer i últim fill de l'escriptor Ryūnosuke Akutagawa i la seva dona, Fumi Tsukamoto. Va tenir dos germans grans, Hiroshi (1920-1981), un actor, i Takashi (1922-1945), qui va ser assassinat a Birmània durant la Segona Guerra Mundial. El seu pare es va suïcidar quan tenia dos anys d'edad.

## Carrera
Akutagawa va aprendre composició orquestral a la Universitat Nacional de Belles Arts i Música de Tòquio juntament amb Kunihiko Hashimoto, Kan'ichi Shimofusa i Akira Ifukube. També va ser un dels membres de Sannin no kai juntament amb Ikuma Dan i Toshiro Mayuzumi.
El 1954, quan el Japó encara no tenia relacions diplomàtiques amb la Unió Soviètica, Akutagawa va entrar el país il·legalment, on va fer amistat amb Dmitri Xostakóvitx, Aram Khatxaturian i Dmitri Kabalevski. Va ser llavors l'únic compositor japonès a què se li va permetre publicar les seves obres a la Unió Soviètica en aquell moment. Les seves obres estan influenciades per Ígor Stravinski, Xostakóvitx, Serguei Prokófiev i Ifukube.
També va ser un popular mestre de cerimònies de la televisió japonesa. Com a educador, es va dedicar a dirigir una orquestra amateur, Shin Kokyo Gakudan. Després de la seva mort, el 1990, el Premi de Composició Akutagawa va ser establert en la seva memòria.